# CX 30 Radio Nacional
CX 30 Radio Nacional urugvajska je radijska postaja sa sjedištem u glavnom gradu Montevideu.
Postaja prenosi program na španjolskom jeziku na frekvenciji od 1130 AM-a.
Prvi prijenos ostvaren je 1925. godine.
Snaga odašiljača iznosi 20 KW za vrijeme dnevnog, odnosno 5 KW za vrijeme noćnog programa.
Među poznatijim radijskim voditeljima koji su uređivali vijesti na ovoj postaji ističe se Emiliano Cotelo, koji je na postaji radio od 1983. do 1985. godine.